# Inti-Illimani
Inti-Illimani ist eine chilenische Band, die in unterschiedlichen Zusammensetzungen seit dem Jahr 1967 existiert. Der Name setzt sich zusammen aus „Sonne“ (Inti) auf Quechua und „Goldener Adler“ (Illimani) auf Aimara.

## Geschichte
Im Jahr 1967 gründeten Studenten der Universidad Técnica del Estado (heute: Universidad de Santiago de Chile, USACH) die Gruppe, unter dem Eindruck der von Violeta Parra und Víctor Jara ins Leben gerufenen Neo-Folklore-Bewegung Nueva Canción Chilena. Ihr Schaffen orientierte sich musikalisch an der Folklore der südamerikanischen Länder (insbesondere der andinen Folklore), inhaltlich positionierten sie sich klar links und unterstützten Wahlkampf und Regierung des Sozialisten Salvador Allende. Während des Militärputsches im Jahr 1973 befand sich Inti-Illimani auf einer Italien-Tournee, den Mitgliedern wurde die Wiedereinreise verweigert. Bis 1989 verbrachte die Gruppe im italienischen Exil, in dieser Zeit erlangte sie durch viele Tourneen und die Solidaritätsbewegung mit Chile weltweit einen hohen Bekanntheitsgrad.
Bei den Konzerten 1988 im Auftrag von Amnesty International mit Sting, Tracy Chapman, Youssou N’Dour, Bruce Springsteen und Peter Gabriel wurde den Musikern die Einreise nach Chile verweigert und deswegen spielten sie ein legendäres Konzert in Mendoza, Argentinien, das in der Nähe der chilenischen Grenze liegt. Biko führte Gabriel zusammen mit Inti-Illimani auf. Diese hatten während der Pinochet-Diktatur im Exil gelebt und genossen in der Musikwelt ein hohes Ansehen.
Neben einem festen Kern von Mitgliedern, zu denen in den 70er- und 80er-Jahren der musikalische Leiter Horacio Salinas, die Brüder Jorge und Marcelo Coulon, Horacio Durán, José Seves und der Ecuadorianer Max Berrú gehörten, schlossen sich immer wieder Musiker für eine begrenzte Zeit der Gruppe an. Ab dem Jahr 1993, als Max Berrú die Gruppe verließ, begann eine Phase der Verjüngung. Während des WOMAD-Festivals 1993 in Chile teilten sich die lokalen Stars Inti-Illimani im Rahmen der Secret World Tour die Bühne mit Peter Gabriels Band, um den Song Wallflower aus Gabriels selbstbetiteltem Album von 1982 zu spielen.
Im Jahr 2004 waren nur noch die Brüder Coulón „übrig“, einige der anderen Musiker waren aber bereits seit vielen Jahren Teil der Gruppe. Zur Krise kam es, als sich 2004 die Ex-Mitglieder Salinas, Seves und Durán nach mehr oder minder erfolgreichen Einzelkarrieren mit anderen Musikern zusammentaten und beanspruchten, die „wahren Inti-Illimani“ zu sein, da sie die Urheber der wichtigsten Kompositionen sind. Weil die Coulón-Gruppe das nicht akzeptierte, kam es zu einem Rechtsstreit. Als Ergebnis einer Mediation dürfen sich die Musiker um Salinas inzwischen als "Inti-Illimani Histórico" bezeichnen.
Am 24. März 2009 spielte Inti-Illimani mit Gabriel bei dem Konzert der Latin American Tour 2009 in der Movistar Arena in Santiago de Chile, Chile die Lieder Wallflower und In Your Eyes.

## Diskografie vor der Trennung
- Por la CUT (1968)
- Si Somos Americanos (1969)
- Voz para el camino (1969)
- Canciones de la Revolución Mexicana (1969)
- Inti-Illimani (1969)
- Canto al Programa (1970)
- Autores Chilenos (1971)
- Canto para una Semilla (1973)
- Canto de Pueblos Andions, Vol. 1 (1973)
- Viva Chile! (1973)
- La Nueva Cancion Chilena (Inti-Illimani 2) (1974)
- Canto de Pueblos Andinos (Inti-Illimani 3) (1975)
- Hacia La Libertad (Inti-Illimani 4) (1975)
- Canto de Pueblos Andinos, Vol. 2 (Inti-Illimani 5) (1976)
- Chile Resistencia (Inti-Illimani 6) (1977)
- Canto para una Semilla (1978)
- Cancion para Matar una Culebra (1979)
- En Directo (1980)
- Palimpsesto (1981)
- The Flight of the Condor (1982)
- Con la Razon y la Fuerza (1982), mit Patricio Manns
- Imaginación (1984)
- Sing to me the Dream (1984), mit Holly Near
- Return of the Condor (1984)
- De Canto y Baile (1986)
- Fragmentos de un Sueño (1987), mit John Williams und Paco Peña
- Leyenda (1990), mit John Williams und Paco Peña
- Andadas (1993)
- Arriesgaré la Piel (1996)
- Grandes Exitos (1997)
- Lejanía (1998)
- Amar de Nuevo (1998)
- Inti-illimani Sinfónico (1999)
- La Rosa de los Vientos (1999)
- Inti-illimani Interpreta a Victor Jara (2000)
- Antología en Vivo (2001)

## Diskografie Inti-Illimani "Nuevo"
- Lugares Comunes (2003)
- Viva Italia (2004)
- Pequeño Mundo (2006)
- Meridiano (2010)

## Diskografie Inti-Illimani Histórico
- Musica en la memoria n°1 (2005)
- Musica en la memoria n°2 (2006)
- Antología en vivo (2006)
- Esencial (2006)
- Tributo a Inti-Illimani Histórico. A la Salud de la Música (2009 Obra Colectiva)
- Travesura (2010 Invitados: Diego "El Cigala" y Eva Ayllón.)
- Vivir En Libertad.  Mediabuch incl. 2 CDs. Serie "Masterminds" im Heupferd Musik Verlag, Dreieich 2013. ISBN 978-3-923445-73-8

## Dokumentarfilm
- 1977: Inti-Illimani (DEFA-Kurzdokumentarfilm, Regie: Rainer Ackermann)[3]